# Alstroemeria versicolor
Alstroemeria versicolor là một loài thực vật có hoa trong họ Alstroemeriaceae. Loài này được Ruiz & Pav. miêu tả khoa học đầu tiên năm 1802.